# Нікол Пашинян
Нікол Вова́ї Пашинян (вірм. Նիկոլ Վովայի Փաշինյան; нар. 1 червня 1975, Іджеван, Вірменська РСР) — вірменський державний діяч, політик. Прем'єр-міністр Вірменії з 8 травня 2018 року.
Виконував обов'язки прем'єр-міністра з 25 квітня до 2 серпня 2021 року, знову призначений прем'єр-міністром після позачергових парламентських виборів, що відбулись у червні 2021 року, на яких перемогу здобула його партія.
Лідер оксамитової революції у Вірменії. Керівник фракції «Елк» у національних зборах Вірменії (2017—2018). Депутат Національних зборів Вірменії (2012—2018).

## Життєпис
Народився 1 червня 1975 року в Іджевані.
Закінчив місцеву школу № 1 1991 року й вступив на відділення журналістики філологічного факультету Єреванського державного університету. Через чотири роки виключений з вишу за політичну діяльність; під час навчання займався журналістикою.
У 1993—1994 — кореспондент газети «Дпрутюн». У 1994—1997 — кореспондент газет «Лрагір», «Лрагір-ор» і «Молорак»; з 1995 року до 1997 року — редактор вкладиша «Ем-ес-е» газети «Молорак».
1998 року заснував і став головним редактором газети «Орагір». Улітку 1999 року почався судовий процес стосовно Пашиняна, газету якого звинуватили в публікації наклепницького матеріалу на адресу дружини депутата вірменського парламенту Арташеса Гегамяна й згадці прізвиська Норика Айвазяна, професора Єреванського держуніверситету й кандидата в депутати парламенту.
На газету «Орагір» було накладено штраф у 25 тисяч доларів, а судовими приставами було описано майно видання. Суд першої інстанції визнав Нікола Пашиняна винним за трьома пунктами звинувачення й засудив до одного року ув'язнення. Після цього газета «Орагір» була закрита.
Апеляційний суд визнав Пашиняна винним за статтями: службова недбалість, образа представника влади під час виконання ним службових обов'язків і невиконання вироку суду. Унаслідок цього Пашинян був засуджений до року позбавлення волі (за першою статтею), відшкодування збитку в розмірі 20 мінімальних зарплат (за другою статтею) і відшкодування збитків у тому ж обсязі (по третій статті). Касаційний суд Вірменії залишив вирок без зміни.
Улітку 1999 року став головним редактор газети «Айкакан жаманак».
На парламентських виборах 2007 року Пашинян був першим номером у списку блоку «Імпічмент», який вимагав відставки президента Роберта Кочаряна й прем'єра Сержа Саргсяна. Зрештою блок посів 12-е місце, набравши 1,29 % голосів (понад 17 тисяч виборців). Нікол Пашинян назвав результати виборів сфальсифікованими й вимагав призначити нові вибори.

### Кримінальне переслідування
2008 року — член передвиборчого штабу кандидата в президенти РА Левона Тер-Петросяна. Після заворушень 1-2 березня 2008 року в Єревані оголошено в розшук. 2009 року здався владі.
У січні 2010 року був засуджений на 7 років за звинуваченням в організації масових заворушень. Пізніше суд удвічі скоротив термін, а в травні 2011 року він вийшов на свободу за амністією на честь 20-річчя незалежності Вірменії.

### Депутат Національних Зборів Вірменії
2012 року обраний депутатом Національних зборів Вірменії за пропорційною виборчою системою від партійного блоку «Вірменський національний конгрес».
З 2013 року — член «Громадянського договору».
З 2016 року — член партії «Елк».
2017 року обраний депутатом Національних зборів Вірменії від партії «Елк».
У вересні 2017 балотувався на посаду мера Єревана й посів друге місце, набравши 21 % голосів.
У квітні 2018 року організував акції протесту проти обрання прем'єр-міністром Сержа Саргсяна.
22 квітня 2018 року Пашинян і Саргсян провели переговори, однак новообраний прем'єр-міністр залишив зустріч, після того як лідер опозиції заявив, що готовий обговорювати лише відставку Саргсяна. Цього ж дня, під час ходи в центрі Єревану поліція затримала Нікола Пашиняна.
23 квітня Нікол Пашинян був звільнений. Цього ж дня прем'єр Саргсян подав у відставку, заявивши «Нікол Пашинян мав рацію. Я помилився. Створена ситуація має кілька рішень, але на жодне з них я не піду. Це не моє. Я залишаю посаду керівника країни».

### Прем'єр-міністр Вірменії (з 2018)
З 8 травня 2018 року — Прем'єр-міністр Вірменії.
16 жовтня 2018 року подав у відставку. За його словами, це суто формальний крок, метою якого є розпуск Національних зборів Вірменії та організації дострокових парламентських виборів. Його відставку затвердив президент Армен Саркісян.
Протягом двох тижнів парламент повинен не вибрати прем'єр-міністра. Після цього за Конституцією парламент розпускається й призначаються вибори до парламенту в період на 30-45 день після розпуску парламенту, повинні бути в грудні 2018 року.
З 16 жовтня 2018 до січня 2019 року виконував обов'язки прем'єр-міністра.
24 жовтня 2018 року Національні збори Вірменії перший раз не обрала прем'єра-міністра країни, 1 листопада вони не обрали його вдруге, після чого президент Вірменії Армен Саркісян підписав указ про розпуск парламенту й призначення дострокових парламентських виборів у Вірменії на 9 грудня. На цих виборах Блок Пашиняна «Мій крок» переміг, набравши 70,43 % голосів виборців.
14 січня 2019 року знову призначений прем'єр-міністром Вірменії.
27 вересня 2020 року розгорілася Друга карабаська війна, яка тривала 44 дні та закінчилася успіхом азербайджанської армії. Азербайджан повернув собі значну частину територій, окупованих Вірменією в ході Першої карабаської війни. Мирна угода щодо Нагірного Карабах, яка була підписана 10 листопада 2020 року, передбачала передачу під контроль азербайджанських військ семи районів самопроголошеної Республіки Арцах, та, зокрема, міста Шуша.
Підписання цієї угоди спровокувало початок політичної кризи у Вірменії, наслідком якої стала відставка Пашиняна 25 лютого 2021 року посади прем'єр-міністра та проведення позачергових парламентських виборів. Опозиція не змогла домогтися створення єдиного фронту та обрання сильного кандидата в противагу чинному прем'єр-міністру, завдяки чому перемогу отримала керівна партія «Громадянський договір».
20 червня 2021 знову обраний прем'єр-міністром Вірменії.

## Погляди
Будучи опозиційним депутатом, Пашинян заявляв про те, що Вірменія вступила в Євразійський економічний союз (ЄАЕС) «не добровільно, а вимушено».
У квітні 2016 — після збройних зіткнень у тимчасово окупованій Вірменією Нагірно-Карабахській республіці, що належить Азербайджану, виступав за участь її представників на будь-яких переговорах з питання незалежності НКР.

## Родина
Одружений, виховує трьох дочок і сина. Дружина — Ганна Акопян, є головним редактором газети «Айкакан жаманак».